# Altena, Tyskland
Altena är en stad i Märkischer Kreis i Regierungsbezirk Arnsberg i förbundslandet Nordrhein-Westfalen i Tyskland.

## Historia
Altenas historia började med byggandet av borgen "Burg Altena" på 1100-talet. Borgen byggdes av en greve tillhörande en sidolinje till hertigarna på Hertigdömet Berg. År 1198 köpte ledaren i Altena landområden som kom att kallas Oberhof Mark, i närheten av Hamm. Detta blev huvudsäte för den familj som rådde över Altena. Namnet Altena användes sällan på den tiden.
År 1308 fick Altena och området däromkring status som hertigdöme, och 1367 blev det utsett till frihandelsområde.
År 1637 blev hela hertigdömet en del av Brandenburg och senare en del av Preussen. Även om Altena aldrig fick officiella stadsrättigheter, var det huvudsäte för distriktet Altena.
År 1968 blev Altena sammanslaget med kommunen Dahle, de flesta delarna av Evingsen (tidigare en del av Hemer), Rahmede-dalen och delar av Nachrodt-Wiblingwerde. Distrikten Altena och Lüdenscheid slogs samman, och blev år 1975 Märkischer Kreis.